# Манч (пес)

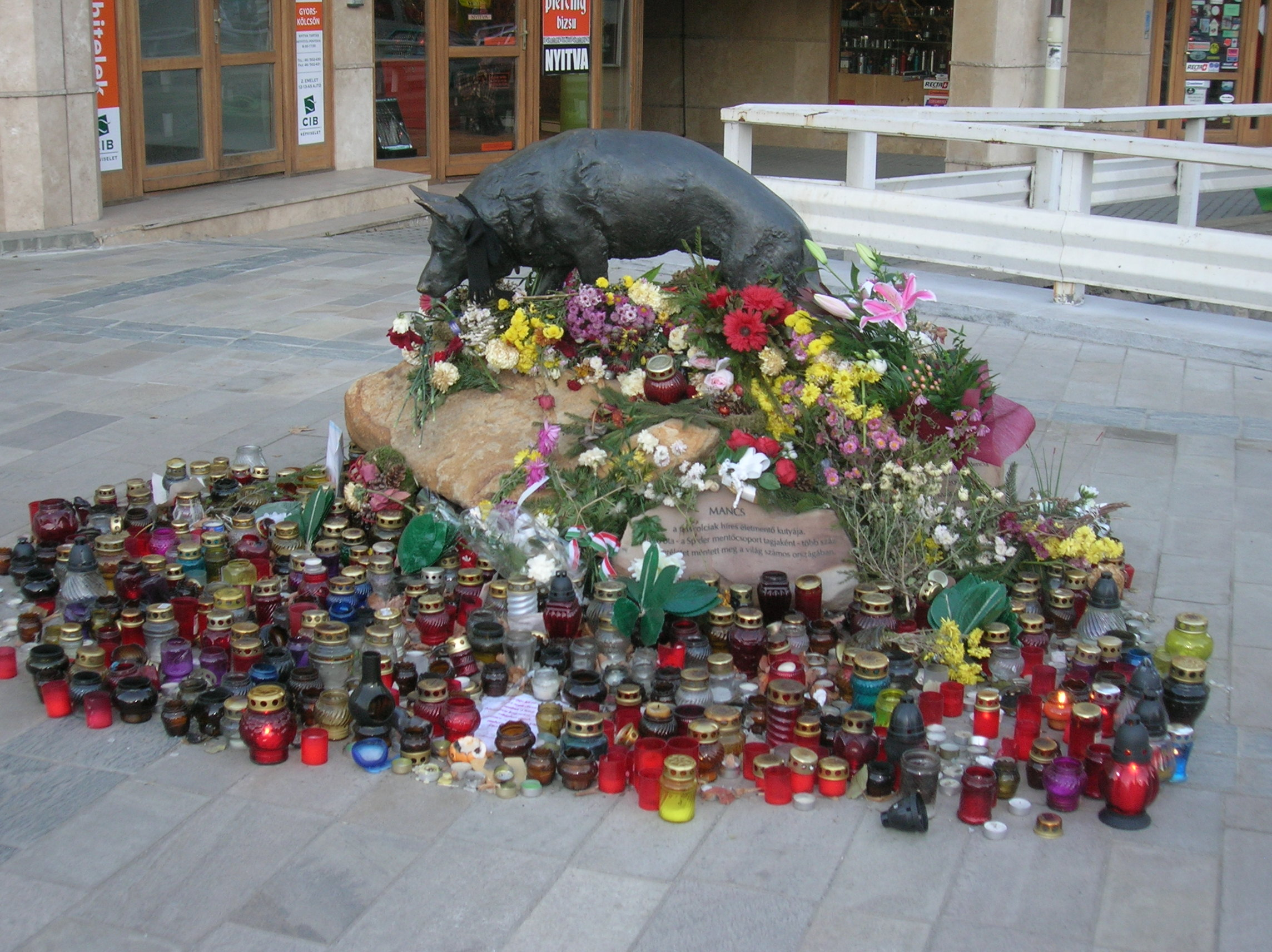
Квіти у пам'ятника Манчу

Манч (угор. Mancs, 1994—2006) — німецька вівчарка, службова собака рятувальної служби «Спайдер» угорського міста Мішкольц. В переводі з угорської «манч» означає лапа.

## Життєпис
Манч (або як його називають Манч Сатана) народився в 1994 році з патологією розвитку кісткової тканини, тому не міг грати з іншими собаками. З раннього віку він носив спеціальну розтяжку з ремінців. Манча віддали в школу пошуково-рятувальних собак, де він краще за інших виконував завдання з пошуку людей . Він умів знаходити людей, які вижили після землетрусу або вибуху, але не могли вибратися з-за величезної купи уламків, яка перебувала над ними; також він міг дати рятувальникам сигнал, чи жива людина (виляв хвостом і гавкав) або мертвий (лягав на землю) .
Господар Манча, Ласло Лехоцький, брав участь в рятувальних операціях в 2001 році в Сальвадорі і Індії, які постраждали від землетрусів, а також в Єгипті, Колумбії, Венесуелі і Італії. У 1999 році Манч допоміг знайти і врятувати трирічну дівчинку Хатіра Каплан, яка пробула 82 години під руїнами в  зруйнованому Ізміті. У грудні 2004 року в місті Мішкольц між річкою Синв і площею Синв був встановлений пам'ятник вівчарці Манчу авторства Борбали Саньї. До пам'ятника і до цього дня приносять квіти, а туристи труть ніс собаки на удачу .
22 жовтня 2006 року Манчі помер від пневмонії . У 2015 році рятувальники отримали премію Європарламенту за 20-річну роботу з порятунку людських життів . Врятована в 1999 році Хатіра Каплан була присутня на церемонії вручення премії і відвідала Мішкольц, побувавши у статуї Манча  .

## Манч в культурі
- У журналі Dialectical Anthropology Мелінда Ковач обговорювала висвітлення ЗМІ успішних дій рятувальників і вівчарки Манча, довівши, що це підтверджує готовність Угорщини надавати іншим країнам допомогу в разі надзвичайних ситуацій [8].
- У 2014 році вийшов фільм «Манч», режисером якого виступив Роберт Адріан Пеё. Фільм був лише частково заснований на реальних подіях, тому критики несхвально відгукувалися про фільм за недостовірність показаних подій, зазначивши все ж його як відмінний фільм для сімейного перегляду [9] [10]. У 2015 році фільм переміг на міжнародному кінофестивалі «Шлінгель» в німецькому Хемніці [11] . У Німеччині він вийшов під назвою «Міка - твій кращий друг, справжній герой» (нім. Mika - Dein Bester Freund ein grosser Held!).